# Штурмс, Арнолдс
Арнолдс Штурмс (латыш. Arnolds Šturms; 22 июля 1912, Лиепниеки, Добельская волость — 7 ноября 1999, Нью-Йорк) — латвийский и американский флейтист и композитор.
Дебютировал в составе Елгавского симфонического оркестра. В 1934 году окончил Латвийскую консерваторию по классу флейты Иоганна Ноймана. С 1935 года играл в оркестре Латвийского национального театра, с 1937 года выступал как солист и ансамблист с концертами по радио. В 1940—1944 гг. профессор флейты в Латвийской консерватории.
В 1944 году бежал в Германию, некоторое время играл в радиооркестре в Берлине. По окончании Второй мировой войны жил в лагерях латышских беженцев в Бад-Зегеберге и Ойтине, руководил Ойтинским латышским хором, преподавал музыку в школе для латышей. В 1949 году эмигрировал в США. В 1950—1953 гг. играл в оркестре в Нэшвилле, одновременно изучал композицию под руководством Роя Харриса и Филипа Слейтса. Затем работал в Нью-Йорке, Флориде, Северной Каролине. В 1961—1988 гг. преподавал в музыкальной школе Рузы (англ. Roosa School of Music) в Бруклине, руководил студенческим оркестром. Выступал также как музыкальный критик и журналист в латышской эмигрантской периодике.
Среди сочинений Штурмса — сюита для флейты с оркестром (1957), концерт для фортепиано с оркестром (1982), три фортепианные сонаты, многочисленные камерные пьесы для духовых инструментов, в том числе трио для кларнета, фагота и фортепиано (1967), трио для двух флейт и фортепиано (1967), трио для кларнета, скрипки и фортепиано (1968) и т. д. Штурмсу принадлежат также разнообразные вокальные и хоровые произведения на стихи латышских поэтов.
Прах Штурмса был перевезён в Ригу и захоронен на Лесном кладбище.
Жена — искусствовед Элеонора Штурма.